# Elias Valtonen
Elias Valtonen (Eura, 11 giugno 1999) è un cestista finlandese.

## Carriera
Con la Finlandia ha disputato i Campionati europei del 2022.

## Palmarès
- Liga catalana: 1

Manresa: 2021